# ريكو أوطة دبوش
ريكو أوطة دبوش مسلسل رسوم متحركة كوري عرض بين عامي 1987-1988 ويتكون من 50 حلقة تمت دبلجة المسلسل للغة العربية .